# De mythe van het economisme
De mythe van het economisme is een boek van GroenLinks-partijleider Jesse Klaver waarin hij via zijn eigen achtergrond toeschrijft naar zijn ervaringen in de Tweede Kamer in 2010 tot aan zijn fractievoorzitterschap op 12 mei 2015. In dit boek analyseert Klaver het economisme en schetst hij alternatieven voor deze economisering.